# Aegle exquisita
Aegle exquisita är en fjärilsart som beskrevs av Charles Boursin 1969. Aegle exquisita ingår i släktet Aegle och familjen nattflyn. Inga underarter finns listade i Catalogue of Life.